# Conceição (Brasile)
Conceição è un comune del Brasile nello Stato del Paraíba, parte della mesoregione del Sertão Paraibano e della microregione di Itaporanga.